# ヒバリシギ
ヒバリシギ（雲雀鴫、学名：Calidris subminuta）は、チドリ目シギ科に分類される鳥の一種である。
名前の由来は、ヒバリほどの大きさであることから。

## 形態
全長約15cm。雌雄同色。成鳥夏羽は、頭から背、翼が赤褐色で、顔には白く太い眉斑がある。上面には黒い縦斑、胸から脇腹に黒褐色の縦斑がある。喉から下の体の下面は白色。背中にV字の白線がある。冬羽では、体の上面が灰褐色になり、頭部などに黒褐色の縦斑がはいる。嘴は黒色で、シギ類としては細く短い。足は黄緑色で第三趾が長い。
ウズラシギやヨーロッパトウネンと似ているが、足の色の違いや初列風切羽が突出していないことで区別できる。

## 分布
シベリア中部からカムチャツカ半島で局地的に繁殖し、冬季は東南アジアやオーストラリアに渡り越冬する。
日本では旅鳥として春と秋に全国的に渡来する。南西諸島では多数が越冬する。

## 生態
淡水湿地や水田、川岸、埋立地、池などに生息し、干潟に来ることは少ない。単独か数羽の群れをつくることはあるが、大群をつくることはない。
甲殻類や貝類、昆虫の幼虫などを食べる。採食行動は足を折り曲げ、尻を上げるようにして歩き回るようにする。
「プルル」、「チュリリ」などと鳴く。